# マララ・モータースポーツ・パーク
マララ・モータースポーツ・パークは2.6 km (1.6 mi)南オーストラリア州にあるレーシングサーキット。同州のマララという街の近くに位置しているため、この名がついた。

## マララレースサーキット（1961年から1971年）
マララ競馬場は、もともと知られていたように この土地は、1961年にオーストラリア空軍から、愛好家のグループによって購入された。 南オーストラリア州は、当時適用されていた州のローテーションシステムによって1961年オーストラリアグランプリを州に割り当てられていたが、その後、主催者はオーストラリアモータースポーツ連盟（CAMS）からポートウェイクフィールドの会場は、もはやイベントを主催するのに適していなかった。 

## マララモータースポーツパーク（1982年から現在まで）

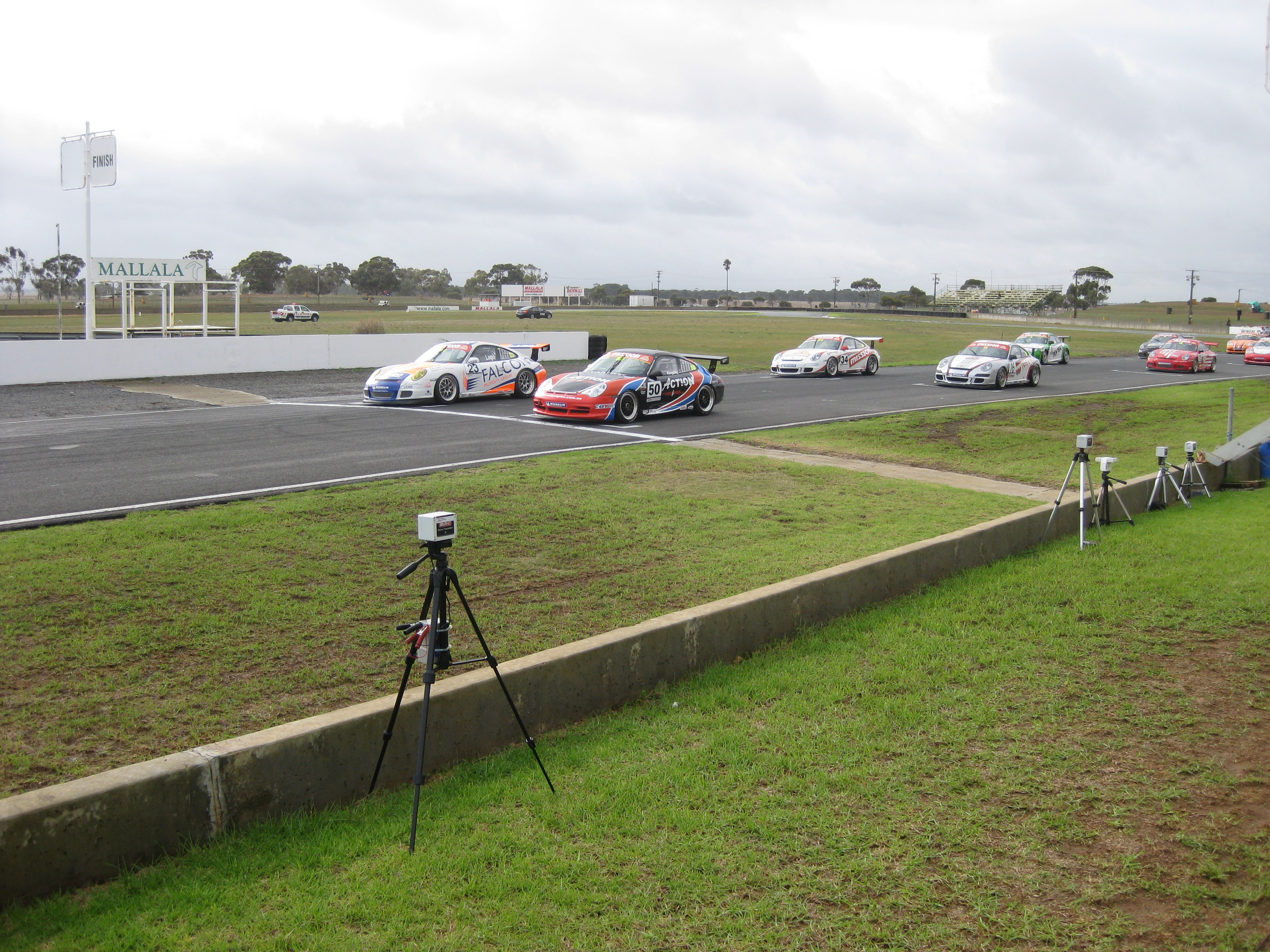
2010年5月30日にマララモータースポーツパークで開催されたグリッド上の2010ポルシェGT3カップチャレンジシリーズの競技者

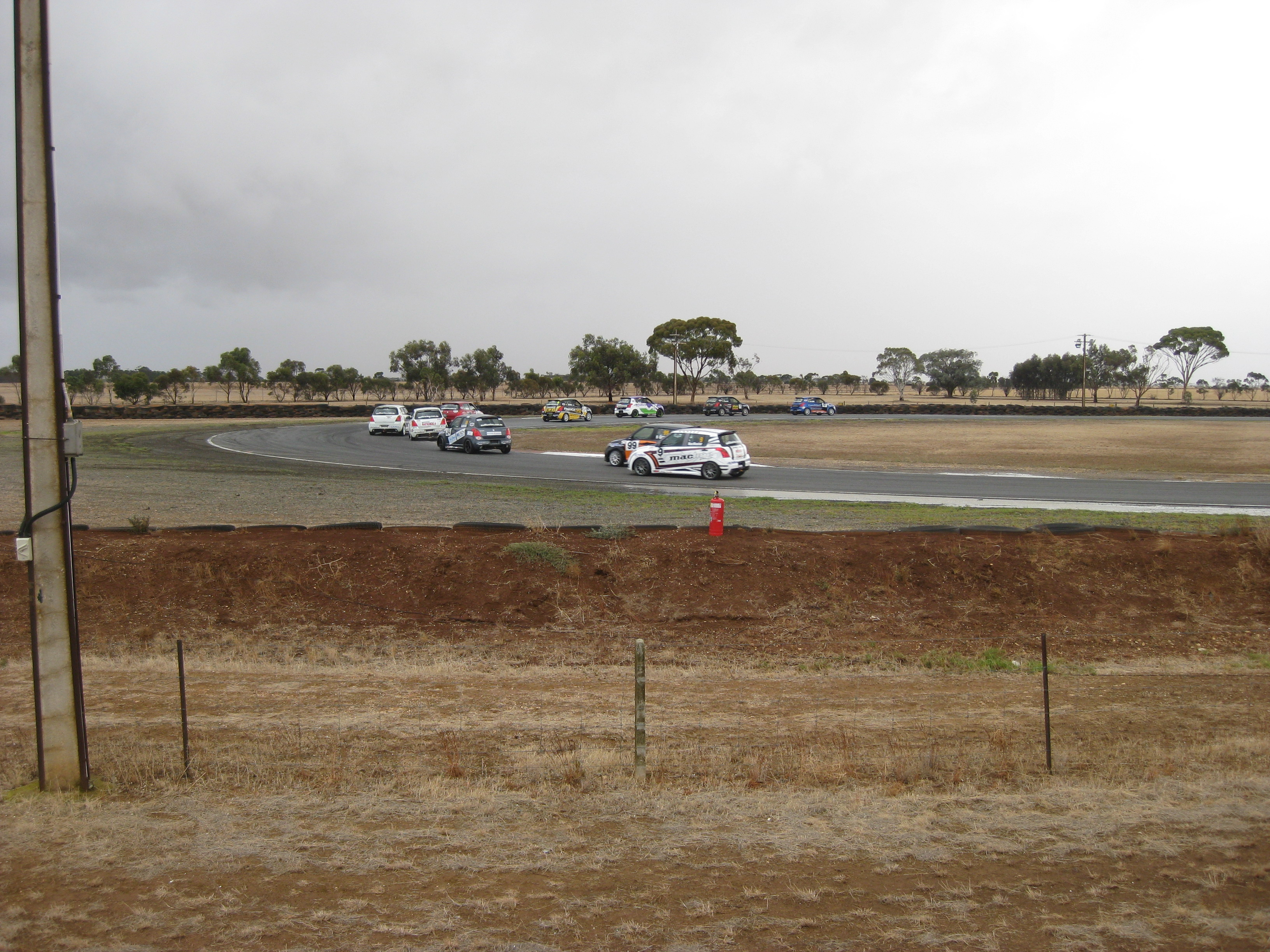
2013年のマララモータースポーツパークのサザンヘアピン

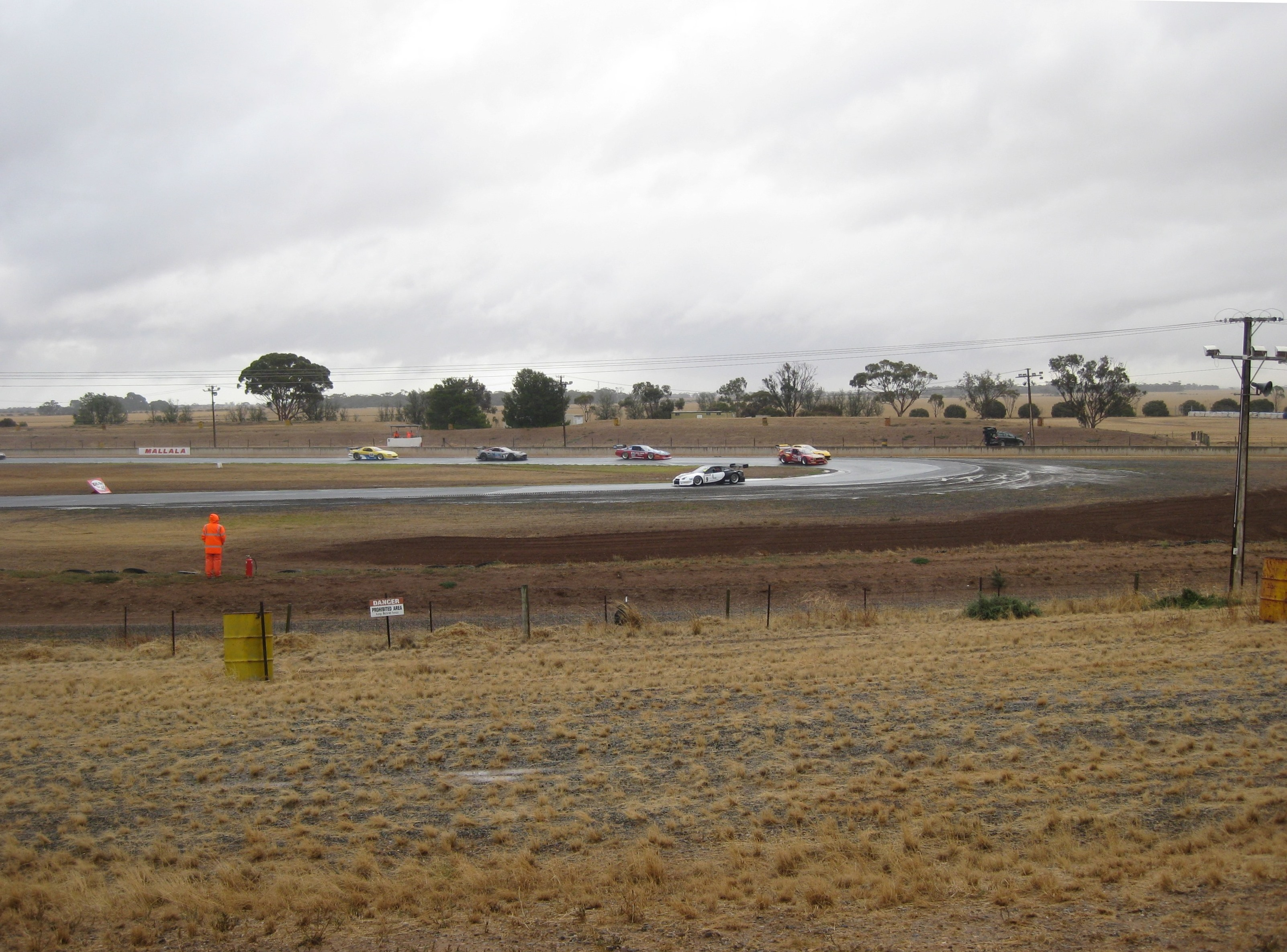
2013年のマララモーターズスポーツパークのノーザンヘアピン

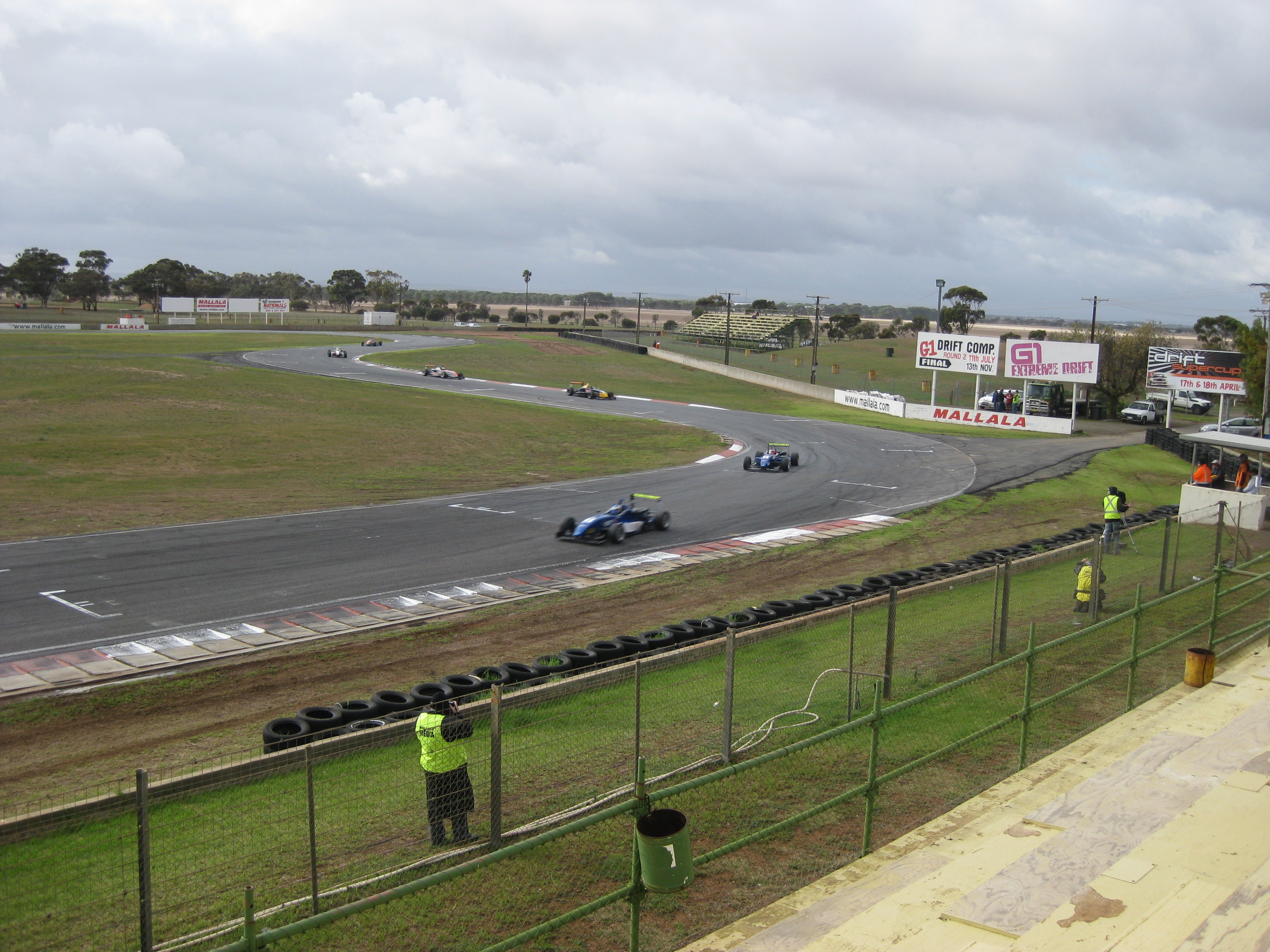
2010年のマララモータースポーツパークのエッセ

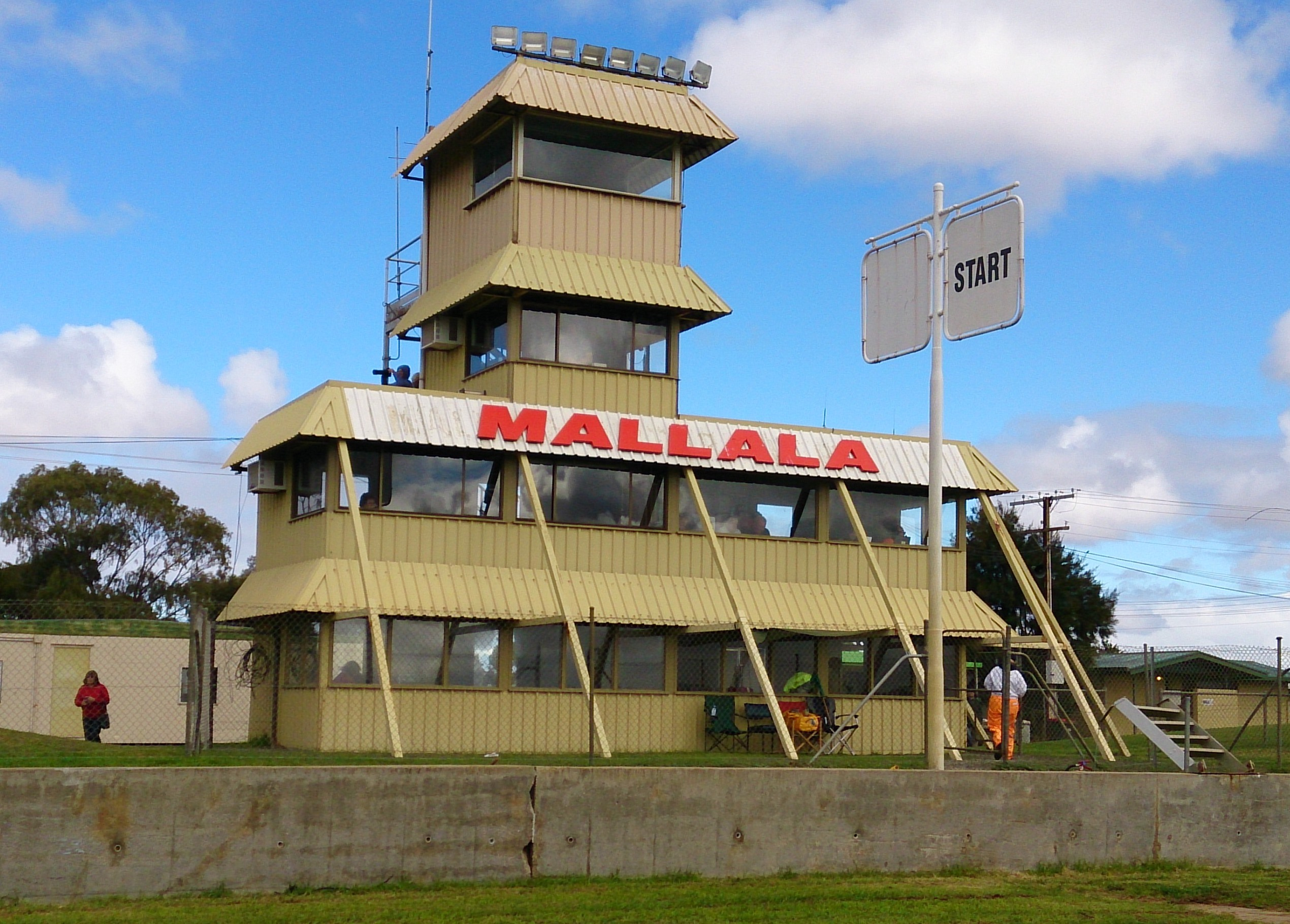
2015年のマララモータースポーツパークのレースコントロール＆PAセンター